# Presidente del Consejo Nacional de Gobierno
El Presidente del Consejo Nacional de Gobierno fue la figura que ostentó la titularidad del organismo ejecutivo homónimo en Uruguay. Tal cargo, sustituyó la figura de Presidente de la República.

## Creación
El cargo fue creado a instancias de la Constitución de 1952 la que previa, entre otras cosas, la desaparición de la figura de Presidente de la República y del Vicepresidente, instalando un consejo de gobierno, el cual era presidido de manera anual y rotativa por los integrantes del consejo, electos cada cuatro años mediante voto directo. 

## Titulares
|        | Imagen                                | Nombre                             | Mandato              | Mandato                         | Periodo                          | Referencias |
| Inicio | Imagen                                | Nombre                             | Fin                  |                                 | Periodo                          | Referencias |
|        |                                       | Andrés Martínez Trueba (1884–1959) | 1 de marzo de 1952   | 1 de marzo de 1955              | I Consejo Nacional de Gobierno   |             |
|        | Luis Batlle Berres (1897–1964)        | 1 de marzo de 1955                 | 1 de marzo de 1956   | II Consejo Nacional de Gobierno |                                  |             |
|        | Alberto Fermín Zubiría (1901–1971)    | 1 de marzo de 1956                 | 1 de marzo de 1957   | II Consejo Nacional de Gobierno |                                  |             |
|        | Arturo Lezama (1899–1964)             | 1 de marzo de 1957                 | 1 de marzo de 1958   | II Consejo Nacional de Gobierno |                                  |             |
|        | Carlos Fischer (1903–1969)            | 1 de marzo de 1958                 | 1 de marzo de 1959   | II Consejo Nacional de Gobierno |                                  |             |
|        |                                       | Martín Echegoyen (1891–1974)       | 1 de marzo de 1959   | 1 de marzo de 1960              | III Consejo Nacional de Gobierno | [ 1 ] [ 2 ] |
|        | Benito Nardone (1906–1964)            | 1 de marzo de 1960                 | 1 de marzo de 1961   |                                 | III Consejo Nacional de Gobierno |             |
|        | Eduardo Víctor Haedo (1901–1970)      | 1 de marzo de 1961                 | 1 de marzo de 1962   |                                 | III Consejo Nacional de Gobierno |             |
|        | Faustino Harrison (1900–1963)         | 1 de marzo de 1962                 | 1 de marzo de 1963   |                                 | III Consejo Nacional de Gobierno |             |
|        | Daniel Fernández Crespo (1901–1964)   | 1 de marzo de 1963                 | 1 de marzo de 1964   | IV Consejo Nacional de Gobierno |                                  |             |
|        | Luis Giannattasio (1894–1965)         | 1 de marzo de 1964                 | 7 de febrero de 1965 | IV Consejo Nacional de Gobierno |                                  |             |
|        | Washington Beltrán Mullin (1914–2003) | 7 de febrero de 1965               | 1 de marzo de 1966   | IV Consejo Nacional de Gobierno |                                  |             |
|        | Alberto Héber Usher (1918–1981)       | 1 de marzo de 1966                 | 1 de marzo de 1967   | IV Consejo Nacional de Gobierno |                                  |             |

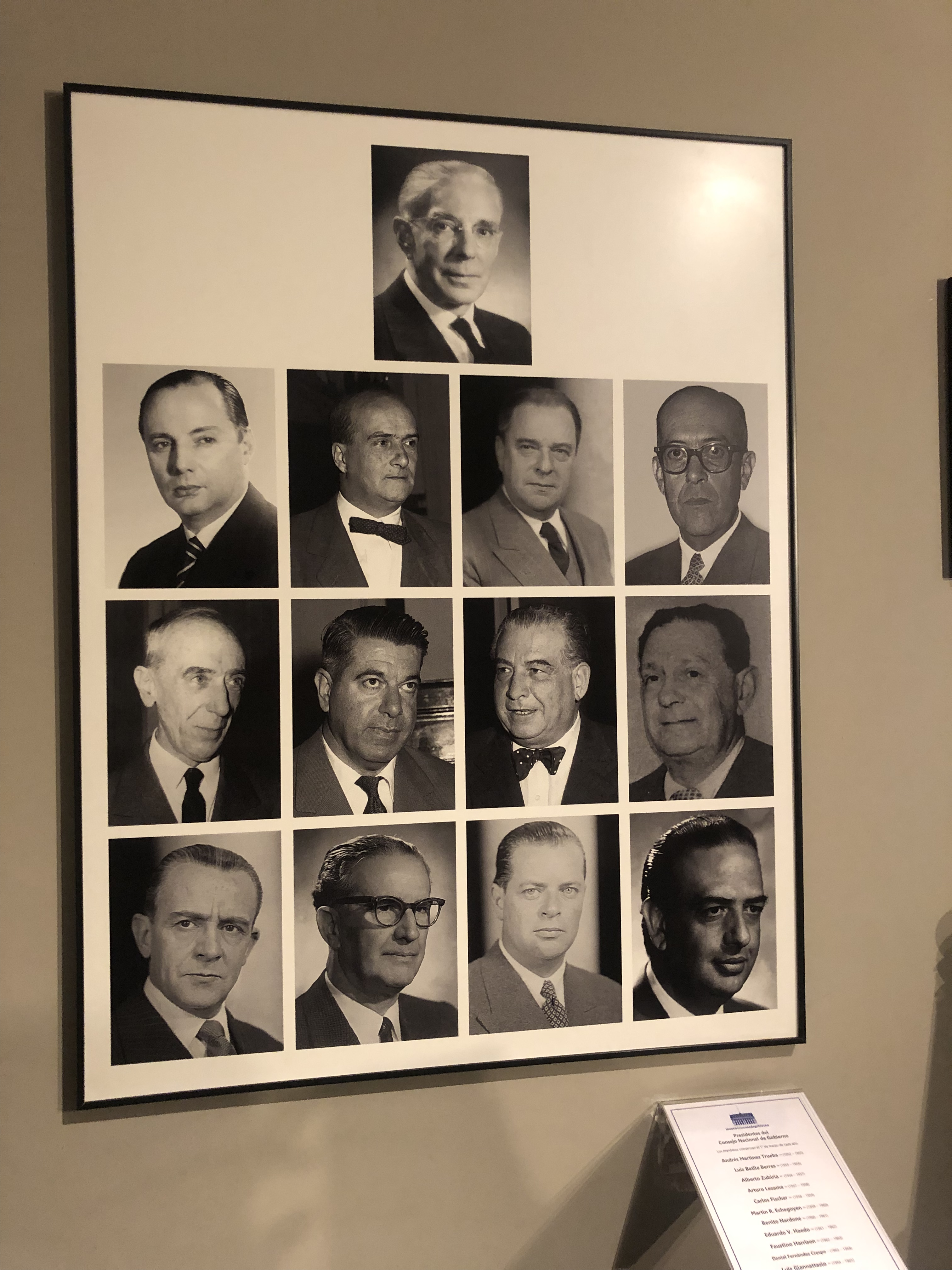
Presidentes del Consejo Nacional de Gobierno en el Museo de la Casa de Gobierno del Palacio Estévez.

A excepción del primer periodo, que la presidencia se mantuvo con Andrés Martínez Trueba, en los periodos posteriores y tal como marcaba la Constitución la presidencia rotaba entre los Consejeros elegidos para dichos períodos. El Partido Colorado supo ser el sector mayoritario hasta las elecciones de 1958, cuando resultó elegido el Partido Nacional como el sector más votado en las elecciones nacionales, accediendo al gobierno por primera vez desde el gobierno del presidente Manuel Oribe.